# Liste der Monuments historiques in La Jarrie-Audouin
Die Liste der Monuments historiques in La Jarrie-Audouin führt die Monuments historiques in der französischen Gemeinde La Jarrie-Audouin auf.

## Liste der Bauwerke
| Bezeichnung          | Beschreibung              | Standort                     | Kennzeichnung | Schutzstatus | Datum | Bild           |
| -------------------- | ------------------------- | ---------------------------- | ------------- | ------------ | ----- | -------------- |
| Kirche Ste-Madeleine | Erbaut im 12. Jahrhundert | Rue Évariste Mainguet (Lage) | PA00104775    | Inscrit      | 1949  | weitere Bilder |

## Liste der Objekte

### Kirche Ste-Madeleine
| Bezeichnung                                | Beschreibung                                        | Standort | Kennzeichnung | Schutzstatus | Datum | Bild |
| ------------------------------------------ | --------------------------------------------------- | -------- | ------------- | ------------ | ----- | ---- |
| Statue Madonna und Kind                    | Stein, 15. Jahrhundert                              | (Lage)   | PM17001384    | Inscrit      | 1984  |      |
| Gemälde L'Enfant Jésus servi par les anges | Öl auf Leinwand, vermutlich aus dem 17. Jahrhundert | (Lage)   | PM17001385    | Inscrit      | 1984  |      |
| Taufbecken                                 | Stein, 15. Jahrhundert                              | (Lage)   | PM17001386    | Inscrit      | 1984  |      |